# Майсур (град)
Вижте пояснителната страница за други значения на Майсур.
Майсу̀р, официално Майсуру (на английски: Mysore, каннада: ಮೈಸೂರು) е град в Индия, в щата Карнатака, център на едноименния окръг. Градът е трети по големина град в щата Карнатака, Индия. Бил е столица на Майсурското кралство в течение почти на шест столетия, от 1399 до 1947 г. По данни от преброяването в Индия през 2011 г., населението на Майсур възлиза на 887 446 души.

## Географско положение
Разположен е в склоновете на Западните Гхати, на височина 770 m н.в. Разстоянието до Бангалор е 135 km.

## Етимология
Названиео Майсур (Mysore) е англинизирана версия на Mahishūru, което означава „обителта на Махиша“ на дравидския език каннада. Махиша – това е Махишасура, митологичен демон, който може да приема формата на бивол или човек. Съгласно индуистката митология, този район по-рано е бил под негова власт. Демонът е убит от богинята Чамунда, чийто храм Chamundi Hills е разположен на върха на планина в Майсур. Mahishūru по-късно става Mahisūru (име, което, даже днес, използва кралското семейство) и, накрая започват да го наричат Maisūru (днешното название на езика каннада). През декември 2005 г. правителството на щата Карнатака обявява намерението си да промени английското название на града на Mysuru. Предложението е одобрено от правителството на Индия и Майсур е преименуван (заедно с дванадесет други града) на „Майсуру“ на 1 ноември 2014 г.

## История
Първите писмени споменавания за града се отнасят към 1499 г. Влиза в състава на империята Виджаянагара чак до разпадането ѝ; по-късно градът е един от най-важните градове на едноименния султанат. През 1799 – 1831 и 1881 – 1947 г. е столица на султаната Майсур (зависимо от Великобритания). Вторият от тези периоди става време на разцвет за града – построен е Главният дворец (1897 г.) и многобройни индуистки храмове и джамии. След като Индия става независима, градът влиза в състава на едноименния щат, преименуван през 1973 г. в Карнатака.

## Икономика
Майсур е един от най-важните индустриални центрове на Карнатака. Развити са текстилната, химическата, електротехническата промишлености, има представителства на много IT-компании. От традиционните отрасли е развито производството на коприна. Има многочислени отраслови научноизследователски институти (технологии за хранителната индустрия, за пластмаси и др.). Развит е туризмът и традиционните занаяти (резба върху сандалово дърво и слонова кост).

## Образование
Университетът на Майсур е основан през 1916 г. (6-и в Индия и 1-ви в Карнатака). В последно време в него се учат над 58 000 студенти. Друг водещ ВУЗ е Свободният държавен университет на Карнатака.